# Миранда (спътник)
Вижте пояснителната страница за други значения на Миранда.
Миранда е петият по големина естествен спътник на Уран. Открит е през 1948 г. от холандско-американския астроном Герард Кайпер в обсерваторията във Форт Дейвис. Носи името на дъщерята на Просперо от пиесата на Уилям Шекспир „Бурята“. Като алтернатива се употребява означението Уран 5.
Единственият апарат, посетил Миранда, е Вояджър 2, който премина през урановата система през януари 1986 г. По време на наблюденията е заснето южното обърнато към Слънцето полукълбо на спътника. По добро стечение на обстоятелствата Вояджър преминава близко до Миранда и заснема необичайната ѝ геология.

## Физически характеристики
За повърхността на Миранда се счита, че е съставена предимно от лед, в допълнение със силикатни скали и органични съединения от групата на метана. Наблюдават се каньони с дълбочина, достигаща 20 километра, и местности със силно насечен терен, свидетелстващи за интензивна геологична активност в миналото.
За обширните набраздени образувания, наречени корони, се счита, че са се образували от издигания на по-топъл от заобикалящия го материал лед към повърхността. За геологичните явления се счита, че се подхранват от топлината, породена от приливните сили на Уран. Според една спекулативна теория в миналото си Миранда е била ударена от масивен обект, причинил отчупване и разместване на части от повърхността ѝ, формирайки сегашния пресечен терен.
Инклинацията на Миранда от 4,34° е необичайно голяма, имайки предвид малкото разстояние до Уран. Възможно е в миналото спътникът да е бил в 3:1 орбитален резонанс с Умбриел, причина за допълнително загряване на вътрешността и интензивна геологична активност.
На Миранда се наблюдават следните геологични образувания:
- Кратери
- Корони (яйцевидни образувания)
- Откоси
- Бразди